# Вернц, Франц
Франц Ксавьер Вернц (нем. Franz Xavier Wernz; 4 декабря 1842, Ротвайль — 19 августа 1914, Рим) — генерал Общества Иисуса (иезуиты), двадцать пятый глава ордена и седьмой после его восстановления в 1814 году.
Родился в городе Ротвайль (Вюртемберг). Был старшим из восьми детей в набожной католической семье. В 1857 году поступил в новициат иезуитов, новициат проходил около Зигмарингена. Вступил в орден 8 декабря 1859 года. С 1864 по 1868 и с 1872 по 1873 года преподавал в иезуитском колледже в Фельдкирхе (Австрия). Изучал философию и теологию в Лаахском аббатстве и Ахене.
После того, как в ходе политики Культуркампфа иезуиты были изгнаны из Германии, Вернц переехал в Ланкашир (Англия), а затем в Уэльс. В 1882 году стал профессором Папского Григорианского университета в Риме (преподавал каноническое право). Некоторое время был ректором Университета.
После смерти генерала иезуитов Луиса Мартина в 1906 году на очередной конгрегации Общества 8 сентября 1906 года Франц Вернц был избран новым главой ордена.
Особое внимание в ходе своего руководства орденом уделял миссионерской деятельности, особенно в Северной Америке. При нём были основаны периодические журналы ордена на немецком и польском языках.
Генерал Вернц скончался 19 августа 1914 года. Похоронен на римском кладбище Кампо Верано. Его преемником на посту генерала иезуитов стал Владимир Ледуховский.